# Grobspanplatte

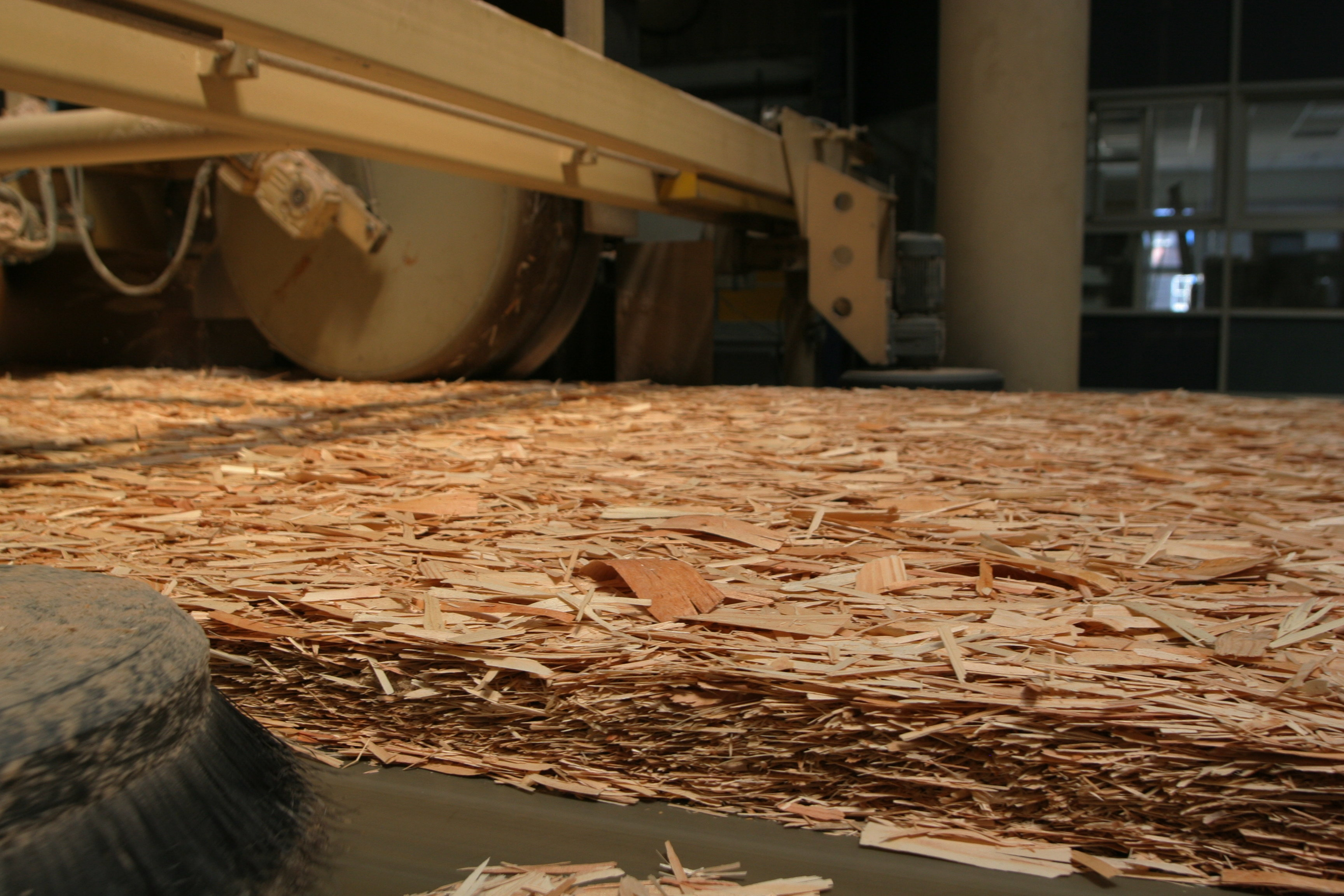
OSB-Produktion – unmittelbar vor der Presse

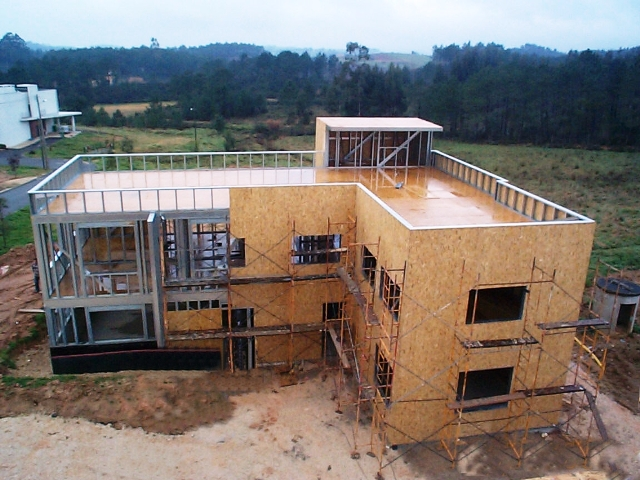
Stahlskelettbau verkleidet mit OSB-Platten

Grobspanplatten, auch OSB-Platten (englisch für oriented strand board bzw. oriented structural board, „Platte aus ausgerichteten Spänen“), sind Holzwerkstoffe, die aus langen, schlanken Spänen (strands) hergestellt werden. Erfinder war Armin Elmendorf im Jahre 1963. Sie wurden ursprünglich aus Abfallprodukten der Furnier- und Sperrholzindustrie hergestellt.

## Herstellung
Grobspanplatten werden in industriellen Anlagen wie folgt hergestellt.
Spanaufbereitung
Aus dem entrindeten Rundholz werden in Längsrichtung durch rotierende Messer die Späne (Strands) herausgeschnitten.
Trocknung
Die natürliche Feuchtigkeit der Späne wird bei hohen Temperaturen reduziert. Dies ist notwendig, um die Späne danach mit ausreichend Bindemittel benetzen zu können. Außerdem darf während des Pressvorgangs nicht zu viel Feuchtigkeit in den Spänen vorhanden sein, da sonst der entstehende Dampfdruck die Rohplatte zum Platzen bringen könnte.
Beleimung
Das Bindemittel wird in einer Beleimmaschine fein verteilt auf die Späne aufgebracht.
Streuung
Die etwa 100–200 mm langen, 10–50 mm breiten und 0,6–1,5 mm dicken Späne werden im Wurfverfahren längs und quer orientiert so gestreut, dass sie kreuzweise in drei Schichten angeordnet werden.
Presse
Unter hohem Druck und hoher Temperatur (Pressentemperatur 200–250 °C) werden die Platten größtenteils auf kontinuierlichen Pressen hergestellt.
Zur Verklebung werden PF-Bindemittel (USA), MUPF-Bindemittel (Melamin-Harnstoff-Phenol-Formaldehyd) und PMDI-Bindemittel verwendet, wobei vor allem aus qualitativen Gründen der Anteil an PMDI überwiegt. Sehr häufig wird in der Mittelschicht PMDI eingesetzt und in den Deckschichten MUF- bzw. MUPF-Bindemittel.

## Eigenschaften

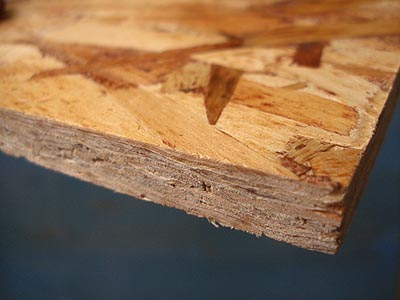
OSB-Platte

Die Biegefestigkeit ist durch die langen und schlanken Späne höher als bei normalen Flachpressplatten (Spanplatten). Aufgrund des hohen Kleberanteils weist die OSB-Platte einen vergleichsweise hohen Wasserdampfdiffusionswiderstand μ von 200 (feucht) beziehungsweise 300 (trocken) auf. Die Spänestruktur verleiht der OSB-Platte ihr charakteristisches Aussehen, was sie nicht nur für die „unsichtbare“ Verwendung, sondern auch für dekorative Anwendungsgebiete nutzbar macht. Zu beachten ist diesbezüglich die Auswirkung der Formaldehydausdünstung auf die Raumluftqualität. Die Rohdichte beträgt je nach Verwendungszweck der Platten etwa 600 bis 700 kg/m³ und unterliegt produktionsbedingten Schwankungen.

## Verwendung

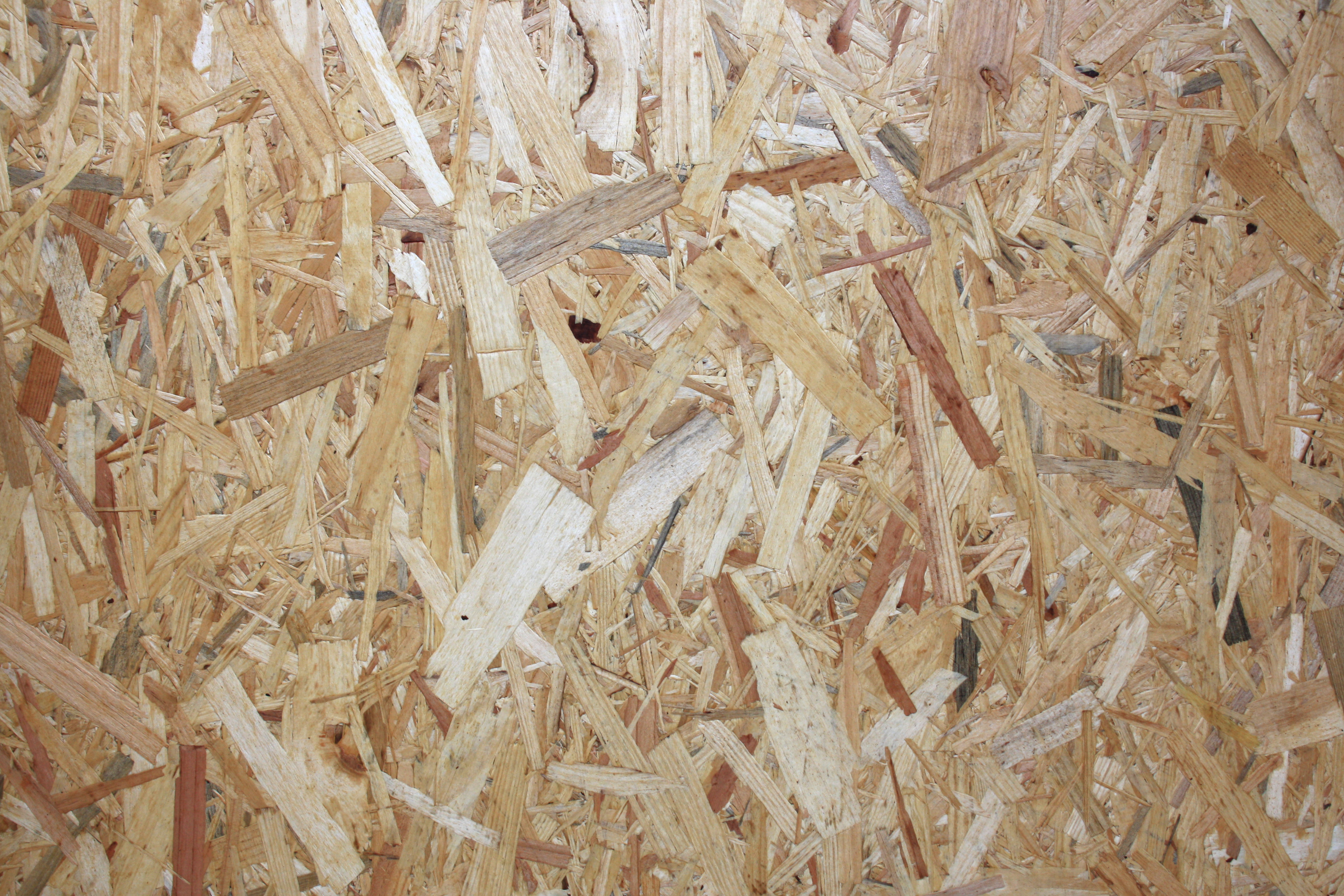
Oberfläche einer OSB-Platte

OSB-Platten werden als Bauplatten beim Rohbau und im Innenausbau als Wand- oder Dachbeplankung eingesetzt. Im Fußbodenbereich dienen sie als Verlegeplatte (Nut- und Federprofil). Für die Montage über einer Fußbodenheizung sollten jedoch spezielle Platten verlegt werden, weil die Gefahr des Plattenverzuges durch einseitiges Austrocknen der Platten sehr hoch ist. Bei Sichtfußböden, im Dachausbau und als Fassade finden sie dekorativen Einsatz aufgrund ihrer markanten Optik, so auch im Möbelbau für Regale und Gestelle. Darüber hinaus werden sie für Verpackungen (Kisten) und als Schalung für Beton verwendet.

## Wirtschaftliche Bedeutung

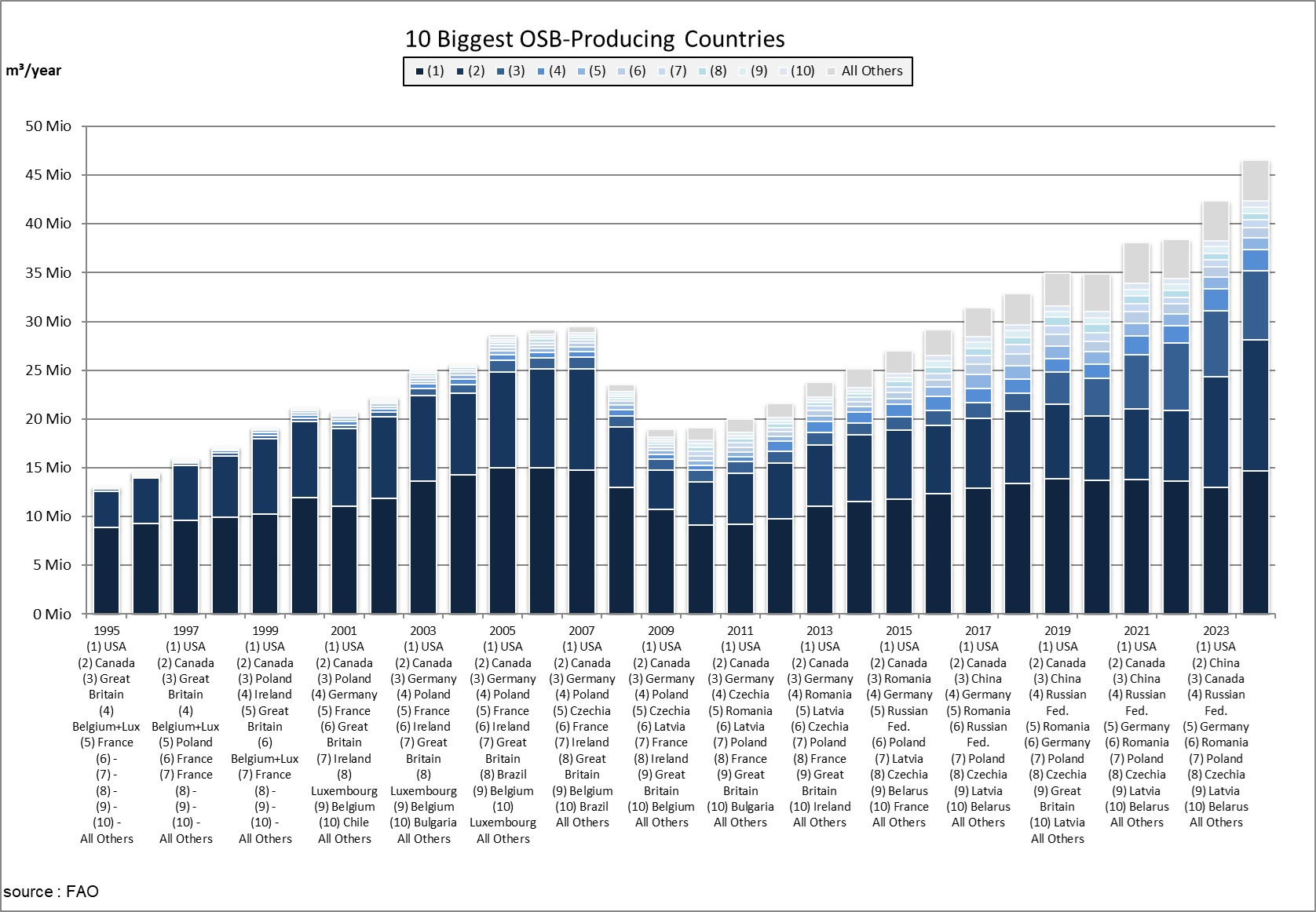
Die jeweils 10 größten OSB-Produktionsländer

Grobspanplatten haben in Amerika eine große wirtschaftliche Bedeutung. 95 Prozent aller OSB-Platten wurden in den 1990er Jahren in Nordamerika hergestellt und vorwiegend im Hausbau verwendet. Insbesondere durch den wirtschaftlichen Einbruch in Nordamerika, aber auch durch Aufbau weiterer Kapazitäten in Osteuropa hat sich dieses Verhältnis mittlerweile verschoben, so dass im Jahr 2016 schon 30 Prozent der produzierten OSB-Platten außerhalb Nordamerikas produziert wurden. Im Jahr 2016 betrug die OSB-Platten-Produktion in Nordamerika rund 20,7 Millionen m³, in Europa 8,1 Millionen m³, davon in Deutschland rund 1,4 Million m³, in Asien rund 0,8 Million m³.

## Qualitäten
Die Norm EN 300 definiert entsprechend ihren mechanischen Eigenschaften und der relativen Feuchtebeständigkeit folgende Klassen:
- OSB/1: Platten für den Innenausbau (einschließlich Möbel) zur Verwendung im Trockenbereich
- OSB/2: Platten für tragende Zwecke zur Verwendung im Trockenbereich
- OSB/3: Platten für tragende Zwecke zur Verwendung im Feuchtebereich
- OSB/4: Hochbelastbare Platten für tragende Zwecke zur Verwendung im Feuchtebereich

Eine weitere Möglichkeit, für OSB-Platten den Einsatz im Baubereich zu ermöglichen, ist die Überwachung im Rahmen einer allgemeinen bauaufsichtlichen Zulassung des Deutschen Instituts für Bautechnik (Kurzform Z-9.1-XXX). Hierbei werden die technischen Anforderungen an die Platten in einem herstellerspezifischen Zulassungsdokument zusammengefasst, das Grundlage für die weitere Produktionsüberwachung ist.
In der harmonisierten Norm (EN 13986) für OSB werden folgende zwei Formaldehyd-Klassen angeführt (Bestimmung entsprechend EN 120 „Perforatormethode“, ENV 717-1 „Flaschenmethode“ und EN 717-2 „Gas-Analyse Methode“):
- Klasse E1: ≤ 8 mg Formaldehyd pro 100 g Werkstoff
- Klasse E2: 8 bis 30 mg Formaldehyd pro 100 g Werkstoff

In Deutschland sind Holzwerkstoffe der Emissionsklasse E2 nicht zugelassen.
Nach der DIN EN 13986 haben OSB 2, 3 und 4 Platten folgende rechnerischen Eigenschaften, um die Platten zu bemessen:
|                                                   | Nenndicke der Platte [mm]                 | {\displaystyle 6\leq t\leq 10}            | {\displaystyle 10<t\leq 18}               | {\displaystyle 18<t\leq 25}                   | {\displaystyle 6\leq t\leq 10}                | {\displaystyle 10<t\leq 18}                   | {\displaystyle 18<t\leq 25}  |
| Beanspruchung                                     | Parallel zu den Spänen in der Deckschicht | Parallel zu den Spänen in der Deckschicht | Parallel zu den Spänen in der Deckschicht | Rechtwinklig zu den Spänen in der Deckschicht | Rechtwinklig zu den Spänen in der Deckschicht | Rechtwinklig zu den Spänen in der Deckschicht |                              |
| Beanspruchung als Platte                          | Festigkeitskennwerte [N/mm²]              | Festigkeitskennwerte [N/mm²]              | Festigkeitskennwerte [N/mm²]              | Festigkeitskennwerte [N/mm²]                  | Festigkeitskennwerte [N/mm²]                  | Festigkeitskennwerte [N/mm²]                  | Festigkeitskennwerte [N/mm²] |
| Beanspruchung als Platte                          | Biegung fm,k                              | 18,0                                      | 16,7                                      | 14,8                                          | 9,0                                           | 8,2                                           | 7,4                          |
| Beanspruchung als Platte                          | Schub fv,k                                | 1,0                                       | 1,0                                       | 1,0                                           | 1,0                                           | 1,0                                           | 1,0                          |
| Beanspruchung als Platte                          | Steifigkeitskennwerte [N/mm²]             |                                           |                                           |                                               |                                               |                                               |                              |
| Beanspruchung als Platte                          | E-Modul Emean                             | 4930                                      | 4930                                      | 4930                                          | 1980                                          | 1980                                          | 1980                         |
| Beanspruchung als Platte                          | Schubmodul Gmean                          | 50                                        | 50                                        | 50                                            | 50                                            | 50                                            | 50                           |
| Beanspruchung als Scheibe oder Wandartiger Träger | Festigkeitskennwerte [N/mm²]              | Festigkeitskennwerte [N/mm²]              | Festigkeitskennwerte [N/mm²]              | Festigkeitskennwerte [N/mm²]                  | Festigkeitskennwerte [N/mm²]                  | Festigkeitskennwerte [N/mm²]                  | Festigkeitskennwerte [N/mm²] |
| Beanspruchung als Scheibe oder Wandartiger Träger | Biegung fm,k                              | 9,9                                       | 9,4                                       | 9,0                                           | 7,2                                           | 7,0                                           | 6,8                          |
| Beanspruchung als Scheibe oder Wandartiger Träger | Zug ft,k                                  | 9,9                                       | 9,4                                       | 9,0                                           | 7,2                                           | 7,0                                           | 6,8                          |
| Beanspruchung als Scheibe oder Wandartiger Träger | Druck fc,k                                | 15,9                                      | 15,4                                      | 14,8                                          | 12,9                                          | 12,7                                          | 12,4                         |
| Beanspruchung als Scheibe oder Wandartiger Träger | Schub fv,k                                | 6,8                                       | 6,8                                       | 6,8                                           | 6,8                                           | 6,8                                           | 6,8                          |
| Beanspruchung als Scheibe oder Wandartiger Träger | Steifigkeitskennwerte [N/mm²]             |                                           |                                           |                                               |                                               |                                               |                              |
| Beanspruchung als Scheibe oder Wandartiger Träger | E-Modul Emean                             | 3800                                      | 3800                                      | 3800                                          | 3000                                          | 3000                                          | 3000                         |
| Beanspruchung als Scheibe oder Wandartiger Träger | Schubmodul Gmean                          | 1080                                      | 1080                                      | 1080                                          | 1080                                          | 1080                                          | 1080                         |

|                                                   | Nenndicke der Platte [mm]                 | {\displaystyle 6\leq t\leq 10}            | {\displaystyle 10<t\leq 18}               | {\displaystyle 18<t\leq 25}                   | {\displaystyle 6\leq t\leq 10}                | {\displaystyle 10<t\leq 18}                   | {\displaystyle 18<t\leq 25}  |
| Beanspruchung                                     | Parallel zu den Spänen in der Deckschicht | Parallel zu den Spänen in der Deckschicht | Parallel zu den Spänen in der Deckschicht | Rechtwinklig zu den Spänen in der Deckschicht | Rechtwinklig zu den Spänen in der Deckschicht | Rechtwinklig zu den Spänen in der Deckschicht |                              |
| Beanspruchung als Platte                          | Festigkeitskennwerte [N/mm²]              | Festigkeitskennwerte [N/mm²]              | Festigkeitskennwerte [N/mm²]              | Festigkeitskennwerte [N/mm²]                  | Festigkeitskennwerte [N/mm²]                  | Festigkeitskennwerte [N/mm²]                  | Festigkeitskennwerte [N/mm²] |
| Beanspruchung als Platte                          | Biegung fm,k                              | 24,5                                      | 23,0                                      | 21,0                                          | 13,0                                          | 12,2                                          | 11,4                         |
| Beanspruchung als Platte                          | Schub fv,k                                | 1,1                                       | 1,1                                       | 1,1                                           | 1,1                                           | 1,1                                           | 1,1                          |
| Beanspruchung als Platte                          | Steifigkeitskennwerte [N/mm²]             |                                           |                                           |                                               |                                               |                                               |                              |
| Beanspruchung als Platte                          | E-Modul Emean                             | 6780                                      | 6780                                      | 6780                                          | 2680                                          | 2680                                          | 2680                         |
| Beanspruchung als Platte                          | Schubmodul Gmean                          | 60                                        | 60                                        | 60                                            | 60                                            | 60                                            | 60                           |
| Beanspruchung als Scheibe oder Wandartiger Träger | Festigkeitskennwerte [N/mm²]              | Festigkeitskennwerte [N/mm²]              | Festigkeitskennwerte [N/mm²]              | Festigkeitskennwerte [N/mm²]                  | Festigkeitskennwerte [N/mm²]                  | Festigkeitskennwerte [N/mm²]                  | Festigkeitskennwerte [N/mm²] |
| Beanspruchung als Scheibe oder Wandartiger Träger | Biegung fm,k                              | 11,9                                      | 11,4                                      | 10,9                                          | 8,5                                           | 8,2                                           | 8,0                          |
| Beanspruchung als Scheibe oder Wandartiger Träger | Zug ft,k                                  | 11,9                                      | 11,4                                      | 10,9                                          | 8,5                                           | 8,2                                           | 8,0                          |
| Beanspruchung als Scheibe oder Wandartiger Träger | Druck fc,k                                | 18,1                                      | 17,6                                      | 17,0                                          | 14,3                                          | 14,0                                          | 13,8                         |
| Beanspruchung als Scheibe oder Wandartiger Träger | Schub fv,k                                | 6,9                                       | 6,9                                       | 6,9                                           | 6,9                                           | 6,9                                           | 6,9                          |
| Beanspruchung als Scheibe oder Wandartiger Träger | Steifigkeitskennwerte [N/mm²]             |                                           |                                           |                                               |                                               |                                               |                              |
| Beanspruchung als Scheibe oder Wandartiger Träger | E-Modul Emean                             | 4300                                      | 4300                                      | 4300                                          | 3200                                          | 3200                                          | 3200                         |
| Beanspruchung als Scheibe oder Wandartiger Träger | Schubmodul Gmean                          | 1090                                      | 1090                                      | 1090                                          | 1090                                          | 1090                                          | 1090                         |

Alle OSB-Platten haben eine charakteristische Rohdichte von {\displaystyle \rho _{k}=550kg/m^{3}}.